# Ironcad
IronCAD — профессиональная программа для трехмерного твердотельного моделирования, а также моделирования с помощью поверхностей. В программе используются как классические методы параметрического моделирования, так и инновационный метод прямого редактирования. В итоге пользователь получает Гибридную систему) Прямого моделирования и на основе Истории построения, одновременно с поддержкой интеллектуальных правил объединения этих методов в единой детали.
Имеется встроенный рендер, для создания фотореалестичных изображений.
IronCAD основан одновременно на двух ядрах (ACIS и Parasolid
), позволяя пользователю переключаться между ними. Такой подход позволяет выполнять самые сложные построения и обеспечивает совместимость данных со всеми основными САПР.
IronCAD представляется альтернативой САПР, основанным только на параметрическом моделировании, с сохранением полной истории построения.
Развивая свои стратегические деловые отношения с компанией CAXA, IRONCAD, LLC интегрировал систему двухмерного проектирования и оформления чертежей в состав своих программ. Это полнофункциональная система двухмерного черчения дает возможность генерировать чертежи с трехмерной модели, избавляя от необходимости экспортировать 3D геометрию в какие-либо другие продукты с потерей ассоциативной связи. По своим возможностям программа сравнима с такими САПР, как AutoCAD и SolidWorks и др.

## История IronCAD
Компания IronCAD была основана в Марте 2001 года, как независимое ответвление от Alventive, Inc., с целью перестроения бизнеса и разработки нового инновационного инструмента. Главный продукт компании был выпущен в Июне 1998 компанией Visionary Design Systems (VDS). Разработка была основана на технологии, приобретенной у компании 3D/EYE, Inc в 1997 году. Начиная с релиза в 1998 году, IronCAD получил множество наград за инновационные технологии. Комбинация инновационных технологий и простота использования делает его наиболее продуктивным инструментом из существующих.
В 2001 году, через объединение с компанией CAXA, крупнейшим в Китае производителем CAD/CAM/PLM решений, IronCAD занял крепкие позиции на перспективном рынке и приобрел дополнительные возможности для вывода IronCAD на новый уровень.